# Swing Kids (1993)
Swing Kids ist ein Filmdrama des Regisseurs Thomas Carter, das die Geschichte der Jugendlichen Peter, Thomas und Arvid erzählt, die der Swing-Jugend angehören. Verkörpert werden sie von Robert Sean Leonard, Christian Bale und Frank Whaley.
Es handelt sich um eine Produktion von Hollywood Pictures aus dem Jahre 1993.

## Handlung
Der Film spielt 1939 in Hamburg. Die Nationalsozialisten haben Swing-Musik geächtet. Die „Swing-Kids“ Thomas, Arvid und Peter haben es bislang geschafft, der Hitlerjugend zu entgehen. Sie besuchen Tanzlokale und hören ihre Lieblingsmusik. Als unpolitische Gruppe versuchen sie den Organisationen des Dritten Reiches fernzubleiben. Kontakt zur Hitlerjugend haben sie meist nur durch Razzien in ihren Tanzlokalen. Dies ändert sich, als Peter und Thomas versuchen, ein Radio zu stehlen. Peter wird erwischt und kann nur durch familiäre Kontakte zum Gestapo-Offizier Knopp einer Strafe entgehen. Allerdings muss er jetzt der HJ beitreten. Besonders brisant für die Familie ist es, dass Peters Vater im Gefängnis war, weil er falsche Pässe besorgt hatte, um Juden und politisch Verfolgte aus dem Land zu bringen, und nach der Entlassung an den Folgen der Folter gestorben ist. Aus Freundschaft tritt auch Thomas der HJ bei. Arvid, der leicht gehbehindert ist, stört dies. Dadurch ist Zwietracht innerhalb der Gruppe vorprogrammiert.
Arvids Freunde, immer deutlicher beeinflusst durch die Nazis, meinen, er habe sich verändert. Zwar funktioniert es am Anfang, HJ und Swing zu verbinden, doch besonders Thomas ist stark durch die Nazis beeinflussbar. Arvid erkennt die drohende Kriegsgefahr und versucht, dies in einem Café anzusprechen. Zuhause begeht er später Selbstmord. Peter erkennt sukzessive, dass er sich beeinflussbar gemacht hat und vermeidet es an Treffen der HJ teilzunehmen. Dadurch weitet sich ein zwischen ihm und Thomas schwelender Konflikt weiter aus. Das geht so weit, dass sie sich während einer Razzia sogar prügeln. Peter wird festgenommen. Kurz bevor der Wagen losfährt, hebt Thomas jedoch seinen Arm wie beim Hitlergruß und ruft: „Swing heil!“.

## Produktion

### Dreharbeiten, Veröffentlichung
Die Szenen im Café Trichter am Spielbudenplatz wurden im Curiohaus in Hamburg gedreht, doch die übrigen Dreharbeiten fanden hauptsächlich in Prag statt. 
Der Film kam am 27. Mai 1993 in die deutschen Kinos.

### Filmmusik
Die Originalmusik zum Film wurde von James Horner komponiert.
Daneben sind im Film zahlreiche Swing-Stücke zu hören. Diese wurden zum Teil für den Film neu aufgenommen, vom Swing Kids Orchestra unter der Leitung von Dick Hyman:
- Shout and Feel It
- Sing, Sing, Sing (With a Swing)
- Daphné (manoir de mes reves)
- Life Goes to a Party/Jumpin’ at the Woodside (Medley)
- Bei mir bist du schön (mit Janis Siegel)

Zum Teil handelt es sich um Originaltitel aus den 1930er Jahren (mit * gekennzeichnete Titel sind nicht auf der Soundtrack-CD zum Film enthalten):
- Billy Banks: It Don’t Mean a Thing (If It Ain’t Got That Swing)
- Benny Goodman: Flat Foot Floogee
- Benny Goodman: Swingtime in the Rockies
- Benny Goodman: Goodnight My Love
- Benny Goodman: Bugle Call Rag*
- Jimmie Lunceford:  'Tain't What You Do (It’s the Way That Cha Do It)*

### Choreographie der Lindy-Hop-Szenen
Der professionelle britische Swingtänzer und Choreograph Ryan Francois, der auch für die Tanzszenen von Idlewild und Malcolm X verantwortlich war, choreografierte die Swingtanz-Szenen. Ihm war bewusst, dass die Aerials so niemals auf Tanzflächen getanzt worden waren; es waren reine Auftrittsfiguren. Wegen ihrer Spektakularität baute er sie dennoch ein und trug so mit dazu bei, dass der Swingtanz ein Revival erlebte.

## Kritik
Von der Filmkritik wurde der Film durchweg verhalten bis negativ aufgenommen. Die amerikanische Kritikensammlung Rotten Tomatoes ermittelte eine durchschnittliche Bewertung von 4.9/10.
Dennoch erfüllte der Film vor allem durch seine zum Teil spektakulären Lindy-Hop-Tanzszenen eine wichtige Funktion bei der Einleitung des Swing-Revivals Mitte der 1990er Jahre, auch durch mehrfache Bezugnahme im Filmdialog auf Swing-Größen wie Benny Goodman, Django Reinhardt und Count Basie.
Das Lexikon des internationalen Films sieht in dem Film eine „Mischung aus Musikfilm und dramatischer Entwicklungsgeschichte; zwar bleibt der historische Hintergrund stereotyp, doch dank hervorragender Darsteller gelingt ein ebenso lebendiges wie differenziertes Bild jener Loyalitätskonflikte, die sich durch Freundschaften und Familien ziehen und sie letztlich zerstören.“
„Auf Chronologie und historische Fakten nimmt Thomas Carter in seinem Plädoyer für Individualität und Meinungsfreiheit nur wenig Rücksicht. Dafür sorgen die Jungstars Robert Sean Leonard, Christian Bale und Frank Whaley für Tempo und Agilität“, befindet das Internetportal kino.de.
In der Rezension von Georg Seeßlen für die Filmzentrale heißt es: „SWING KIDS ist einer jener interessant mißlungenen Filme, die uns neugierig auf den ‚richtigen‘ Film zum Thema machen.“